# Saint-Pierre-des-Champs
Pour les articles homonymes, voir Saint-Pierre.
Saint-Pierre-des-Champs  est une commune française, située dans le centre du département de l'Aude en région Occitanie.
Sur le plan historique et culturel, la commune fait partie du massif des Corbières, un chaos calcaire formant la transition entre le Massif central et les Pyrénées. Exposée à un climat méditerranéen, elle est drainée par l'Orbieu, le ruisseau de Madourneille, le ruisseau de Rouanel et par divers autres petits cours d'eau. La commune possède un patrimoine naturel remarquable : deux sites Natura 2000 (les « Corbières occidentales » et la « vallée de l'Orbieu ») et deux zones naturelles d'intérêt écologique, faunistique et floristique.
Saint-Pierre-des-Champs est une commune rurale qui compte 202 habitants en 2022, après avoir connu un pic de population de 442 habitants en 1841. Ses habitants sont appelés les Saint-Pierrans ou  Saint-Pierranes.

## Géographie

### Localisation
Commune située dans les Corbières (région) sur l'Orbieu. Au cœur du pays Cathare, sur la route des châteaux et des abbayes, à 4 km de Lagrasse.

### Communes limitrophes
Les communes limitrophes sont  Caunettes-en-Val, Lagrasse, Saint-Martin-des-Puits, Talairan et Villerouge-Termenès.
| Caunettes-en-Val            | Lagrasse                |          |
| Saint-Martin-des-Puits      | Saint-Pierre-des-Champs | Talairan |
| Termes (par un quadripoint) | Villerouge-Termenès     |          |

### Sentiers
Le GR 36 traverse la commune.

### Hydrographie
La commune est dans la région hydrographique « Côtiers méditerranéens », au sein du bassin hydrographique Rhône-Méditerranée-Corse. Elle est drainée par l'Orbieu, le ruisseau de Madourneille, le ruisseau de Rouanel, le Obscur, le ruisseau d'Ardenne, le ruisseau de Gournet, le ruisseau des Ourtigues et le ruisseau des Peupliers, qui constituent un réseau hydrographique de 20 km de longueur totale,.
L'Orbieu, d'une longueur totale de 84,1 km, prend sa source dans la commune de Fourtou et s'écoule du sud-ouest vers le nord-est. Il traverse la commune et se jette dans l'Aude à Saint-Nazaire-d'Aude, après avoir traversé 22 communes.
Le ruisseau de Madourneille, d'une longueur totale de 10,1 km, prend sa source dans la commune de Mayronnes et s'écoule d'ouest en est. Il traverse la commune et se jette dans l'Orbieu sur le territoire communal, après avoir traversé 4 communes.

### Climat
Pour des articles plus généraux, voir Climat de l'Occitanie et Climat de l'Aude.
En 2010, le climat de la commune est de type climat méditerranéen franc, selon une étude s'appuyant sur une série de données couvrant la période 1971-2000. En 2020, Météo-France publie une typologie des climats de la France métropolitaine dans laquelle la commune est exposée à un climat méditerranéen et est dans la région climatique Provence, Languedoc-Roussillon, caractérisée par une pluviométrie faible en été, un très bon ensoleillement (2 600 h/an), un été chaud (21,5 °C), un air très sec en été, sec en toutes saisons, des vents forts (fréquence de 40 à 50 % de vents > 5 m/s) et peu de brouillards.
Pour la période 1971-2000, la température annuelle moyenne est de 14,3 °C, avec une amplitude thermique annuelle de 15,8 °C. Le cumul annuel moyen de précipitations est de 702 mm, avec 7,9 jours de précipitations en janvier et 3,4 jours en juillet. Pour la période 1991-2020, la température moyenne annuelle observée sur la station météorologique la plus proche, située sur la commune de Lagrasse à 4 km à vol d'oiseau, est de 14,1 °C et le cumul annuel moyen de précipitations est de 713,1 mm,. Pour l'avenir, les paramètres climatiques de la commune estimés pour 2050 selon différents scénarios d'émission de gaz à effet de serre sont consultables sur un site dédié publié par Météo-France en novembre 2022.

### Milieux naturels et biodiversité

#### Réseau Natura 2000

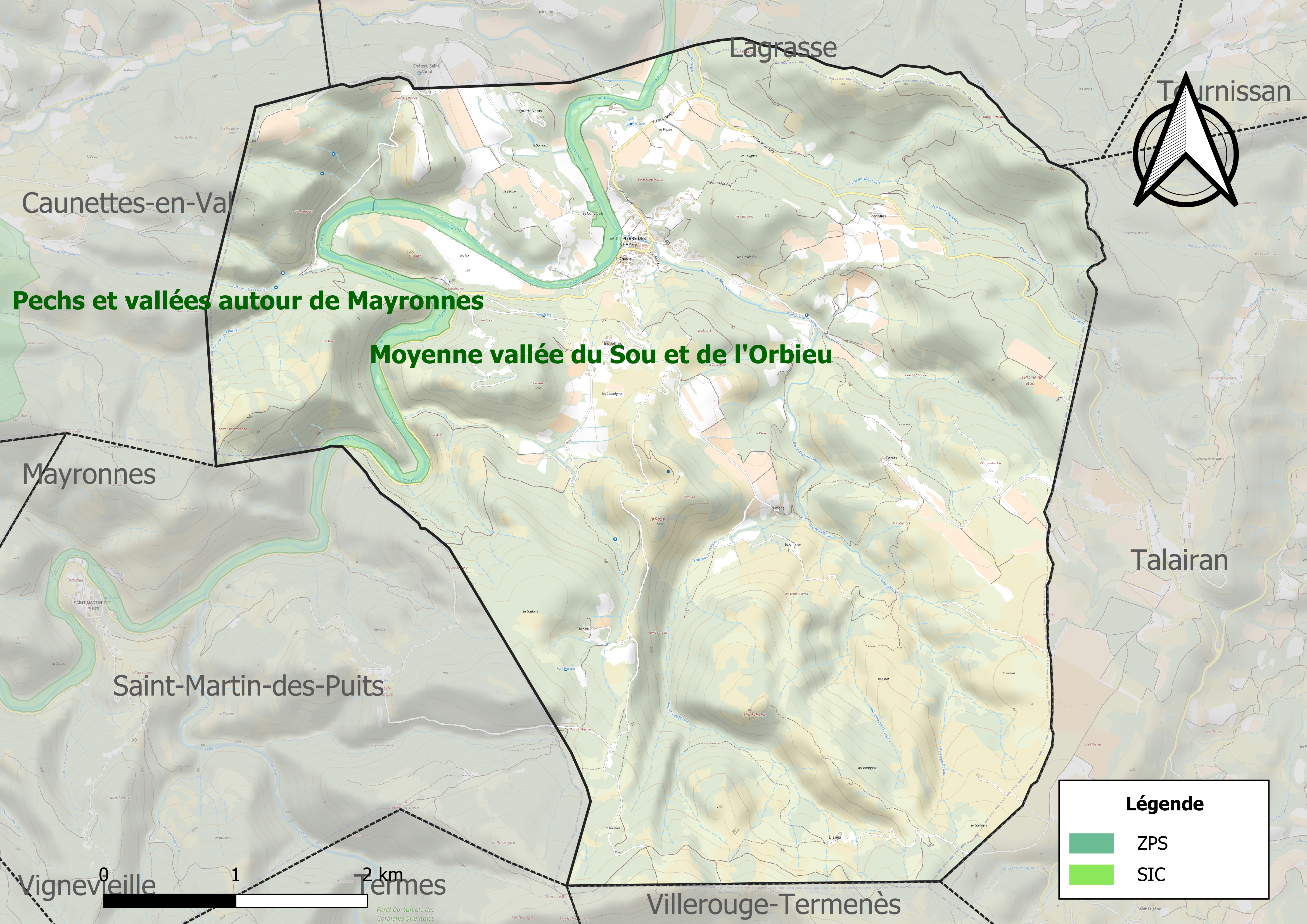
Site Natura 2000 sur le territoire communal.

Le réseau Natura 2000 est un réseau écologique européen de sites naturels d'intérêt écologique élaboré à partir des directives habitats et oiseaux, constitué de zones spéciales de conservation (ZSC) et de zones de protection spéciale (ZPS).
Un site Natura 2000 a été défini sur la commune au titre de la directive habitats :
- la « vallée de l'Orbieu », d'une superficie de 17 765 ha, servant d'habitat, entre autres, pour le Barbeau méridional et du Desman des Pyrénées en limite nord de répartition[15]

et un au titre de la directive oiseaux : 
- les « Corbières occidentales », d'une superficie de 22 912 ha, présentant des milieux propices à la nidification des espèces rupicoles : des couples d'Aigles royaux occupent partagent l'espace avec des espèces aussi significatives que le Faucon pèlerin, le Grand-duc d'Europe ou le Circaète Jean-le-Blanc[16].

#### Zones naturelles d'intérêt écologique, faunistique et floristique
L’inventaire des zones naturelles d'intérêt écologique, faunistique et floristique (ZNIEFF) a pour objectif de réaliser une couverture des zones les plus intéressantes sur le plan écologique, essentiellement dans la perspective d’améliorer la connaissance du patrimoine naturel national et de fournir aux différents décideurs un outil d’aide à la prise en compte de l’environnement dans l’aménagement du territoire.
Une ZNIEFF de type 1 est recensée sur la commune :
la « moyenne vallée du Sou et de l'Orbieu » (233 ha), couvrant 7 communes du département et une ZNIEFF de type 2, : 
les « Corbières centrales » (68 810 ha), couvrant 56 communes dont 54 dans l'Aude et 2 dans les Pyrénées-Orientales.

Carte des ZNIEFF de type 1 et 2 à Saint-Pierre-des-Champs.
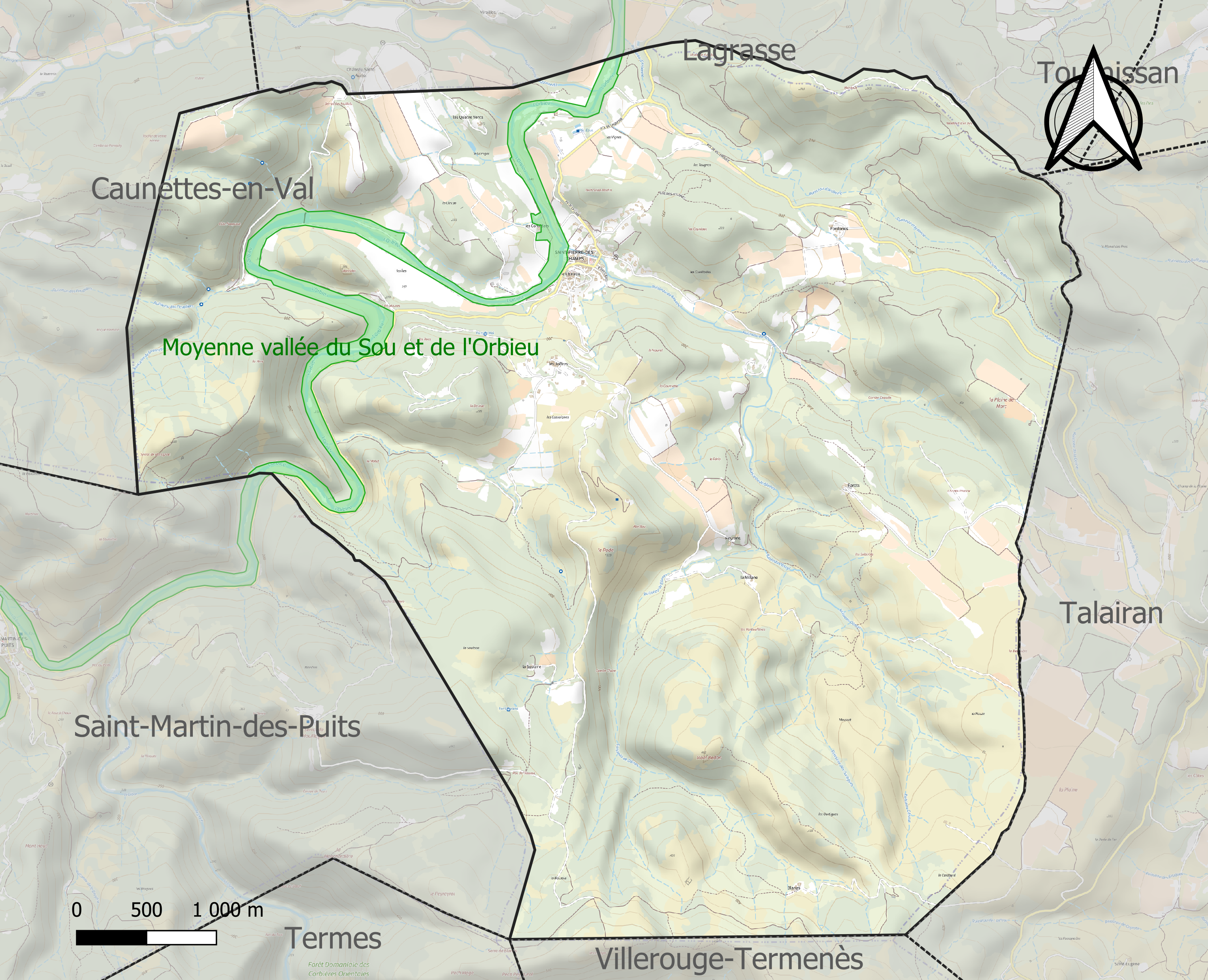
Carte de la ZNIEFF de type 1 sur la commune.
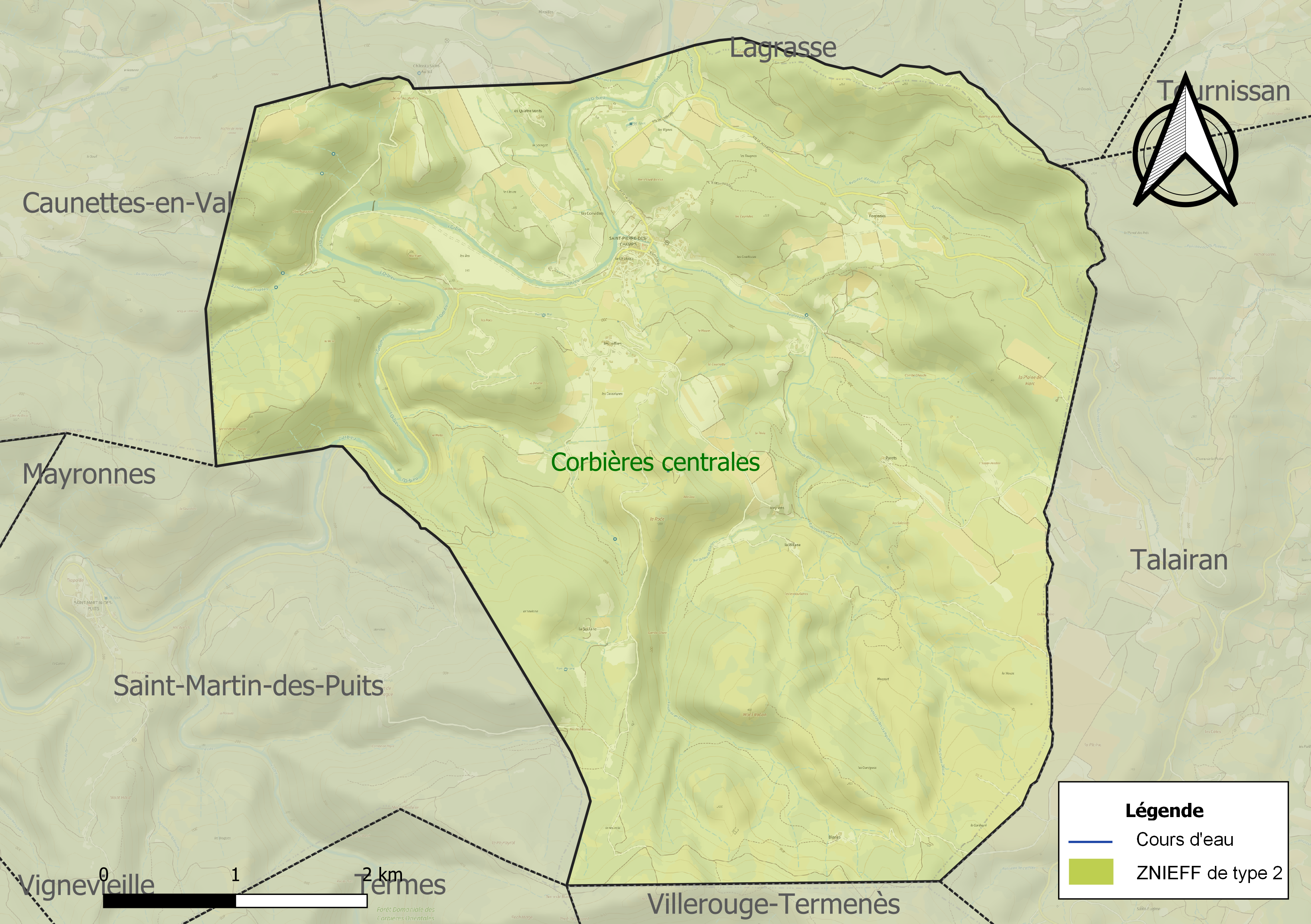
Carte de la ZNIEFF de type 2 sur la commune.

## Urbanisme

### Typologie
Au 1er janvier 2024, Saint-Pierre-des-Champs est catégorisée commune rurale à habitat dispersé, selon la nouvelle grille communale de densité à 7 niveaux définie par l'Insee en 2022.
Elle est située hors unité urbaine et hors attraction des villes,.

### Occupation des sols
L'occupation des sols de la commune, telle qu'elle ressort de la base de données européenne d’occupation biophysique des sols Corine Land Cover (CLC), est marquée par l'importance des forêts et milieux semi-naturels (79,8 % en 2018), une proportion identique à celle de 1990 (79,8 %). La répartition détaillée en 2018 est la suivante : 
milieux à végétation arbustive et/ou herbacée (61,3 %), forêts (18,6 %), zones agricoles hétérogènes (16,8 %), cultures permanentes (3,4 %). L'évolution de l’occupation des sols de la commune et de ses infrastructures peut être observée sur les différentes représentations cartographiques du territoire : la carte de Cassini (XVIIIe siècle), la carte d'état-major (1820-1866) et les cartes ou photos aériennes de l'IGN pour la période actuelle (1950 à aujourd'hui).

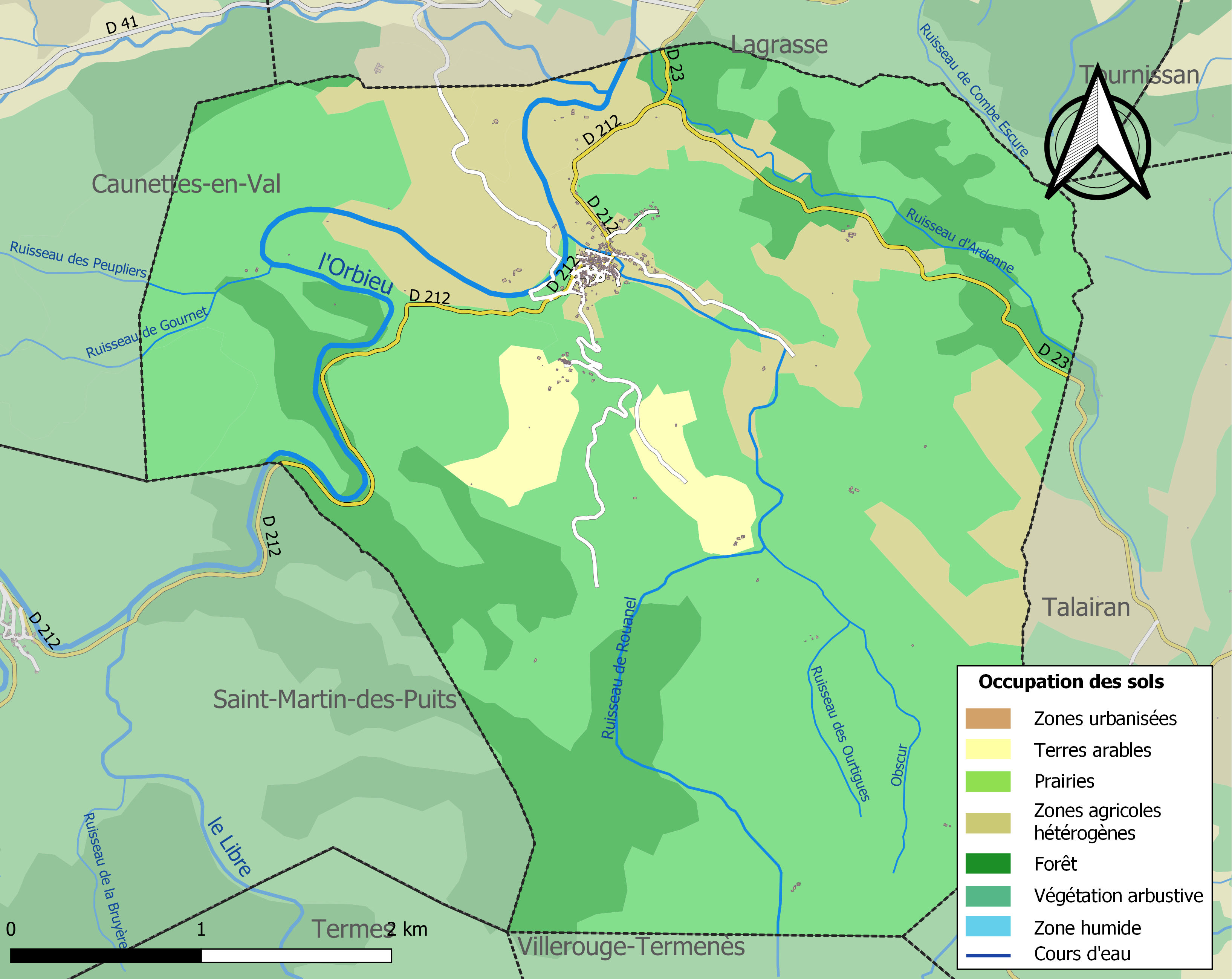
Carte des infrastructures et de l'occupation des sols de la commune en 2018 (CLC).

### Risques majeurs
Le territoire de la commune de Saint-Pierre-des-Champs est vulnérable à différents aléas naturels : météorologiques (tempête, orage, neige, grand froid, canicule ou sécheresse), inondations, feux de forêts et séisme (sismicité faible). Un site publié par le BRGM permet d'évaluer simplement et rapidement les risques d'un bien localisé soit par son adresse soit par le numéro de sa parcelle.
Certaines parties du territoire communal sont susceptibles d’être affectées par le risque d’inondation par débordement de cours d'eau, notamment le ruisseau de Glandes. La commune a été reconnue en état de catastrophe naturelle au titre des dommages causés par les inondations et coulées de boue survenues en 1982, 1987, 1992, 1996, 1999, 2005, 2009, 2014 et 2018,.

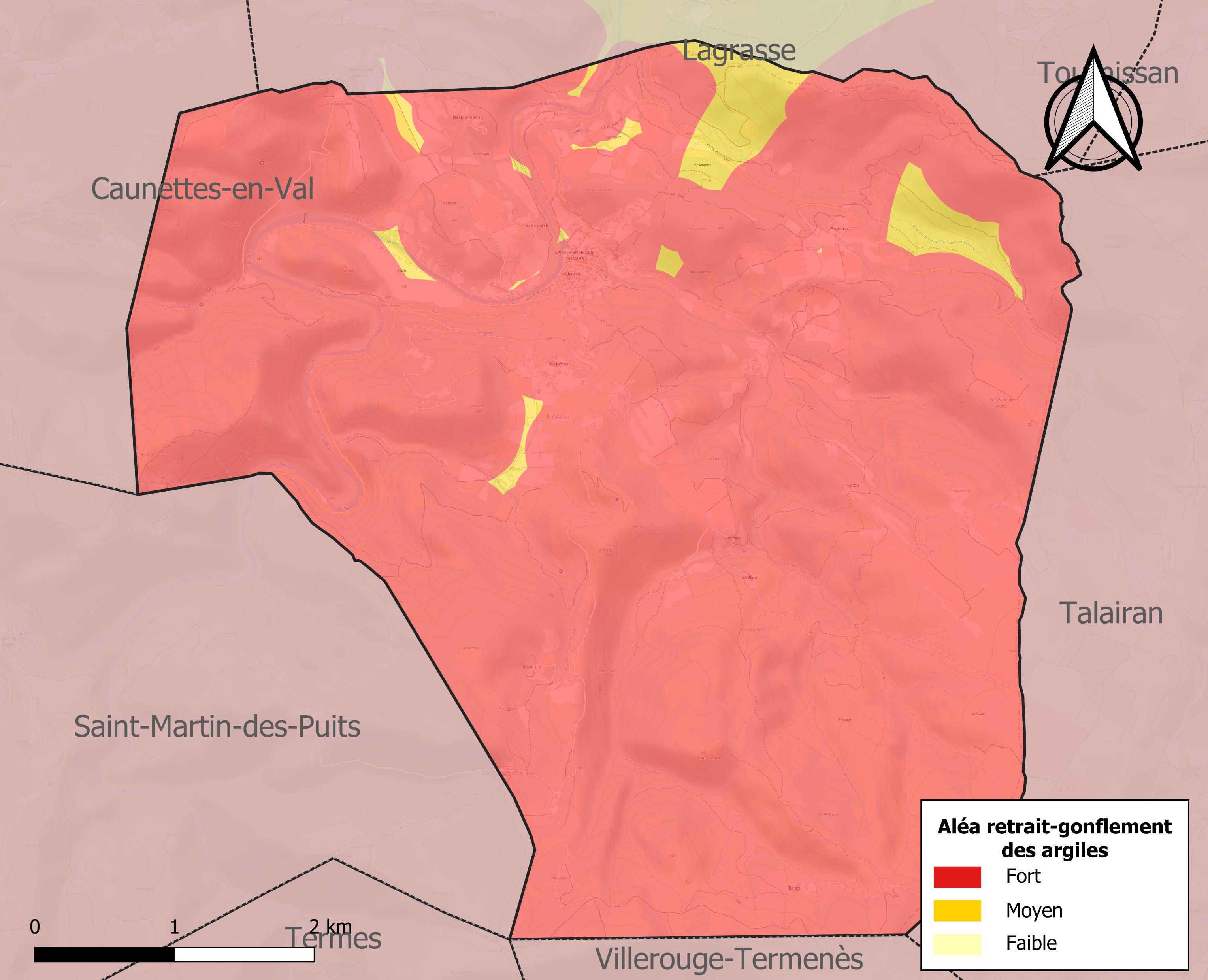
Carte des zones d'aléa retrait-gonflement des sols argileux de Saint-Pierre-des-Champs.

Le retrait-gonflement des sols argileux est susceptible d'engendrer des dommages importants aux bâtiments en cas d’alternance de périodes de sécheresse et de pluie. La totalité de la commune est en aléa moyen ou fort (75,2 % au niveau départemental et 48,5 % au niveau national). Sur les 173 bâtiments dénombrés sur la commune en 2019, 173 sont en aléa moyen ou fort, soit 100 %, à comparer aux 94 % au niveau départemental et 54 % au niveau national. Une cartographie de l'exposition du territoire national au retrait gonflement des sols argileux est disponible sur le site du BRGM,.

## Histoire
L'Aude est par sa situation géographique le carrefour entre l'Occitanie et la proche Espagne, elle fut habitée par l'homme de dix à quinze mille ans avant notre ère. Terre de contrastes, des massifs montagneux de moyenne altitude aux rivages méditerranéens, marquée par les passages des Grecs, aux Phéniciens, aux Romains, aux Maures, aux Wisigoths, de Charlemagne aux Carolingiens.

## Politique et administration

### Liste des maires
| Période                                  | Période   | Identité               | Étiquette | Qualité                                                    |
| ---------------------------------------- | --------- | ---------------------- | --------- | ---------------------------------------------------------- |
| mars 2001                                | mars 2014 | Jean-Pierre Maisonnade | PS        | Conseiller général, président de la communauté de communes |
| mars 2014                                | En cours  | Roland Quincey         |           |                                                            |
| Les données manquantes sont à compléter. |           |                        |           |                                                            |

## Démographie
L'évolution du nombre d'habitants est connue à travers les recensements de la population effectués dans la commune depuis 1793. Pour les communes de moins de 10 000 habitants, une enquête de recensement portant sur toute la population est réalisée tous les cinq ans, les populations de référence des années intermédiaires étant quant à elles estimées par interpolation ou extrapolation. Pour la commune, le premier recensement exhaustif entrant dans le cadre du nouveau dispositif a été réalisé en 2007.

En 2022, la commune comptait 202 habitants, en évolution de +11,6 % par rapport à 2016 (Aude : +2,65 %, France hors Mayotte : +2,11 %).
| 1793 | 1800 | 1806 | 1821 | 1831 | 1836 | 1841 | 1846 | 1851 |
| ---- | ---- | ---- | ---- | ---- | ---- | ---- | ---- | ---- |
| 350  | 308  | 343  | 376  | 403  | 402  | 442  | 400  | 378  |

| 1856 | 1861 | 1866 | 1872 | 1876 | 1881 | 1886 | 1891 | 1896 |
| ---- | ---- | ---- | ---- | ---- | ---- | ---- | ---- | ---- |
| 351  | 340  | 313  | 329  | 335  | 376  | 364  | 361  | 312  |

| 1901 | 1906 | 1911 | 1921 | 1926 | 1931 | 1936 | 1946 | 1954 |
| ---- | ---- | ---- | ---- | ---- | ---- | ---- | ---- | ---- |
| 320  | 304  | 297  | 288  | 260  | 276  | 261  | 236  | 237  |

| 1962 | 1968 | 1975 | 1982 | 1990 | 1999 | 2006 | 2007 | 2012 |
| ---- | ---- | ---- | ---- | ---- | ---- | ---- | ---- | ---- |
| 189  | 155  | 152  | 121  | 134  | 127  | 154  | 158  | 176  |

| 2017 | 2022 | - | - | - | - | - | - | - |
| ---- | ---- | - | - | - | - | - | - | - |
| 181  | 202  | - | - | - | - | - | - | - |

## Économie

### Revenus
En 2018  (données Insee publiées en septembre 2021), la commune compte 83 ménages fiscaux, regroupant 178 personnes. La médiane du revenu disponible par unité de consommation est de 18 990 € (19 240 € dans le département).

### Emploi
| Division       | 2008   | 2013   | 2018   |
| -------------- | ------ | ------ | ------ |
| Commune        | 10,3 % | 4,4 %  | 12,2 % |
| Département    | 10,2 % | 12,8 % | 12,6 % |
| France entière | 8,3 %  | 10 %   | 10 %   |

En 2018, la population âgée de 15 à 64 ans s'élève à 98 personnes, parmi lesquelles on compte 75,5 % d'actifs (63,3 % ayant un emploi et 12,2 % de chômeurs) et 24,5 % d'inactifs,. En  2018, le taux de chômage communal (au sens du recensement) des 15-64 ans est inférieur à celui du département, mais supérieur à celui de la France, alors qu'en 2008 il était supérieur à celui du département.
La commune est hors attraction des villes,. Elle compte 45 emplois en 2018, contre 54 en 2013 et 87 en 2008. Le nombre d'actifs ayant un emploi résidant dans la commune est de 67, soit un indicateur de concentration d'emploi de 66,5 % et un taux d'activité parmi les 15 ans ou plus de 52 %.
Sur ces 67 actifs de 15 ans ou plus ayant un emploi, 27 travaillent dans la commune, soit 40 % des habitants. Pour se rendre au travail, 86,6 % des habitants utilisent un véhicule personnel ou de fonction à quatre roues, 3 % les transports en commun, 6 % s'y rendent en deux-roues, à vélo ou à pied et 4,5 % n'ont pas besoin de transport (travail au domicile).

### Activités hors agriculture
18 établissements sont implantés  à Saint-Pierre-des-Champs au 31 décembre 2019.
Le secteur du commerce de gros et de détail, des transports, de l'hébergement et de la restauration est prépondérant sur la commune puisqu'il représente 38,9 % du nombre total d'établissements de la commune (7 sur les 18 entreprises implantées  à Saint-Pierre-des-Champs), contre 32,3 % au niveau départemental.

### Agriculture
La commune est dans la « Région viticole » de l'Aude, une petite région agricole occupant une grande partie centrale du département, également dénommée localement « Corbeilles Minervois et Carcasses-Limouxin ». En 2020, l'orientation technico-économique de l'agriculture  sur la commune est la viticulture.
|               | 1988 | 2000 | 2010 | 2020 |
| ------------- | ---- | ---- | ---- | ---- |
| Exploitations | 36   | 19   | 9    | 10   |
| SAU (ha)      | 147  | 306  | 51   | 235  |

Le nombre d'exploitations agricoles en activité et ayant leur siège dans la commune est passé de 36 lors du recensement agricole de 1988  à 19 en 2000 puis à 9 en 2010 et enfin à 10 en 2020, soit une baisse de 72 % en 32 ans. Le même mouvement est observé à l'échelle du département qui a perdu pendant cette période 60 % de ses exploitations,. La surface agricole utilisée sur la commune a quant à elle augmenté, passant de 147 ha en 1988 à 235 ha en 2020. Parallèlement la surface agricole utilisée moyenne par exploitation a augmenté, passant de 4 à 24 ha.

## Culture locale et patrimoine

### Lieux et monuments
- Le château de Saint-Pierre-des-Champs[36].
- L'église Saint-Pierre-ès-Liens de Saint-Pierre-des-Champs[37].
- La chapelle Notre-Dame-de-Consolation du Château[38].
- Vieux village fortifié. Fortement dégradé au début des années 1970, par l'effondrement du rempart Sud et la destruction du  bastion Sud-Est du château cathare pour créer un parking. Le vieux village fortifié est inscrit au titre des sites naturels depuis 1955[39]..

### Héraldique
| Saint-Pierre-des-Champs | Son blasonnement est : De gueules au pal fuselé d'or et de sinople. |